# Zaltair 8800
Zaltair 8800（ザルテア8800）とは、1977年にMITS(Micro Instrumentation and Telemetry Systems)の名義で発表されたコンピュータの名称である。同年に開催されたコンピュータ・フェアで広告が配布されたが、広告はApple Computerのスティーブ・ウォズニアックによるいたずらであり、そのようなコンピュータは実在しなかった。

## 背景
1976年に最初の製品Apple Iを発売したアップルコンピュータは、1977年4月にホームブリュー・コンピュータ・クラブの主催で開催されるウェスト・コースト・コンピュータ・フェアで次の製品であるApple IIを発表すべく、準備を進めていた。同社創業者のスティーブ・ジョブズは発表を同社の存在を世界に知らしめる場と位置付けて真剣に取り組み、展示品の出来栄えにまで神経をとがらせていた。一方、同じく同社の創業者で、製品の設計者でもあるスティーブ・ウォズニアックの姿勢は異なっていた。ウォズニアックはいたずら好きで、過去にも卑猥な図柄の入った垂れ幕を卒業式で提示したり、キッシンジャーを名乗ってローマ法王に電話をかけたりと、いたずらに関しては実績のある人物であった。ウォズニアックは自社の製品発表をいたずらの場と位置付け、事前から周到に準備を進めていた。
フェアには多数のコンピュータ関連企業が出展を予定していたが、1974年に世界初の個人向けコンピュータAltair 8800を発売し、当時は著名なコンピュータメーカーであったMITS(Micro Instrumentation and Telemetry Systems)の名は参加社一覧になかった。ウォズニアックはこれに乗じ、同社がAltairの拡張版を発売するという設定で、架空のコンピュータの宣伝ビラを会場で配布しようと企んだ。そのころザイログが発売したIntel 8080互換プロセッサZ80を搭載したコンピュータが「ComputerZ」や「Z-Node」のように一様に製品名にZを入れていたことから、架空のコンピュータの名はZaltairとした。ビラに載せる宣伝文には「BaZic」や「PerZonality」など、Zを使った造語をふんだんに盛り込み、さらにある社の雑誌広告で多用されていた「…を想像してみてください」というフレーズを真似た惹句を考えた。競合機との性能比較表も掲載し、Zaltairが全ての分野で1位、Altairが2位とされていた。他社機はさらに劣るものとされていたが、実際にはその時点の他社機がAltairより劣ることはあり得ず、ここだけ見ても広告が冗談だとわかるようになっていた。
偽の広告であることが発覚した際に自分に鉾先が向くことがないよう、ウォズニアックは仕掛けを施した。ビラにMITS社長の名で発言の引用句を載せ、頭文字をつなげて読むと、Altairの競合機を発売していたプロセッサ・テクノロジーの社名が読み取れるようにした。さらに足がつきにくいよう、ビラはフェアが開催されるサンフランシスコ・ベイエリアから離れたロサンゼルスで印刷することにし、400ドルを投じて8000部を作成した。

## 配布
フェア当日、ウォズニアックは各社の宣伝ビラが並ぶテーブルにZaltairのビラを置いたが、しばらくすると全部なくなっていた。来場客数から考えると減りが速すぎたことから、追加のビラを置いてテーブルの様子を窺っていると、MITSは出展はしていなかったものの関係者が来場しており、Zaltairのビラを回収していることが判明した。ウォズニアックは作戦を変え、隠し持ったZaltairのビラを他社のビラの山に紛れ込ませたり、電話ボックスや会場の片隅に置いたりと、さまざまな方法でビラの配布を試みた。ウォズニアックがいたずらに注力していたにもかかわらず、Apple IIは来場者の注目を集め、その場で300件の注文を獲得し、フェアは終了した。
フェア後、最初のホームブリュー・コンピュータ・クラブの例会でもビラが話題になり、参加者のうち200人以上がビラを受け取っていたことが判明した。実際にMITSに電話して確認した者がいたため、ビラが偽物であることはほどなく露見した。ジョブズも当初はビラを真に受け、「こんなに『想像してみてください』ばかりなのは架空だからじゃないか」と指摘されても疑わず、性能比較表でアップルが健闘していると喜んでいたが、やはりMITSに電話して偽物であることを確認した。
ビラがウォズニアックの仕業であることはなかなか明らかにならなかった。フェア後、仕事を探しにアップルを訪れた元プロセッサ・テクノロジー社員は「プロセッサ・テクノロジー社員の○○が犯人」と断言した。ウォズニアックはビラに掲載された一文の頭文字をつなげて読むと「プロセッサ・テクノロジー」になることをその場で初めて気付いたかのように指摘し、誤解を正すことはなかった。ウォズニアックは数年後、ジョブズの誕生会でプレゼントとして額縁に入れたビラを贈り、事件がウォズニアックの犯行であったことを告白した。さらに後、2007年にコンピュータ歴史博物館で開催されたVintage Computer Festival XではZaltairの「復刻」品が展示された。